# Grad Ravesteyn
Grad Ravesteyn (nl: Kasteel Ravesteyn) je grad v Heenvlietu v Južni Holandiji. Grad je bil verjetno zgrajen okoli leta 1250 in je bil v uporabi, dokler ni bil uničen med osemdesetletno vojno. Razvaline gradu so del zaščitenega vrta.

## Opis
Grad Ravesteyn je sredi 13. stoletja zgradil Hugo, gospod Heenvlieta. Grad Ravensteyn je bil ena od 5 utrjenih struktur, zgrajenih na tem območju, in je bil edini, ki je preživel. Dvonadstropni grad je svojo funkcijo opravljal več stoletij. V 14. stoletju so gradu dodali stanovanjski trakt in v istem stoletju je utrdba pogorela do temeljev, preden so jo obnovili.
Grad je v 16. stoletju še naprej služil kot zapor in vojaška utrdba; neki vir omenja, da je bil nizozemski duhovnik Angelus Merula nekoč zaprt v gradu. Grad so leta 1572 namerno uničili nizozemski "morski berači" med nizozemskim uporom proti Španiji, da bi španski vojski preprečili, da bi ga uporabljala. Ruševine gradu in jarek so ostali blizu Heenvlieta in so del zaščitenega vrta.